# 巴格萊基
49°36′51″N 27°4′36″E / 49.61417°N 27.07667°E
巴赫萊基（烏克蘭語：Баглайки）是位於烏克蘭西部的村莊，由赫梅利尼茨基州裡赫梅利尼茨基區的克拉西利夫市鎮負責管轄。該村面積1.63平方公里，海拔高度322米，2001年人口227，人口密度每平方公里139.4人。